# Hyposmocoma kaikuono
Hyposmocoma kaikuono — вид моли эндемичного гавайского рода Hyposmocoma. 

## Распространение
Обитает на острове Молокаи в районе Гоноули и залива Малоо.

## Описание
Размах крыльев 10,1-13,2 мм. Личинки обитают на заросших лишайником скалах.